# Yasuyuki Kishino
Yasuyuki Kishino (岸野 靖之 Kishino Yasuyuki?), född 13 juni 1958 i Wakayama prefektur, är en japansk före detta fotbollsspelare och tränare.
Kishino började sin karriär 1977 i Mitsubishi Motors. 1982 flyttade han till Yomiuri. Med Yomiuri vann han japanska ligan 1983, 1984, 1986/87, japanska ligacupen 1985 och japanska cupen 1984, 1986, 1987. Han avslutade karriären 1990.
Kishino har efter den aktiva karriären verkat som tränare och har tränat Verdy Kawasaki, Sagan Tosu, Yokohama FC och Kataller Toyama.